# Amaranth (cântec)
Amaranth este cel de-al doilea single al formației finlandeze de symphonic metal, Nightwish, apărut în august 2007.